# Nicolas Bonnet
Nicolas Bonnet  (* 6. November 1984 in Briançon) ist ein französischer Skibergsteiger und Extremsportler. Er ist ebenso Bergführer, Rennläufer und Nationaltrainer.
Mit dem Skibergsteigen begann er 1998 und nahm 2002 in dieser Sportart an seinem ersten Wettkampf teil. Insgesamt war er sechsmal französischer Meister Skibergsteigen, war 2006 Weltmeister der Junioren im Vertical Race, belegte im gleichen Jahr auch den 1. Platz der Junioren bei der Pierra Menta und den ersten Platz auf der kurzen Strecke bei der Patrouille des Glaciers. 2008 belegte er bei der Weltmeisterschaft Skibergsteigen in der Staffel mit Premat, Perrier und Piccot den vierten Platz, und mit Premat in der WM-Teamwertung sowie bei der Pierra Menta jeweils den zehnten Platz.
In einer Speedbegehung mit anschließender Skiabfahrt am Pelvoux bestieg er am 12. April 2007 die Strecke vom Startpunkt auf 1.500 Meter Höhe bis zum Gipfel (3.946 m) und zurück in 3 Stunden und 18 Minuten und hält damit den dortigen Geschwindigkeitsrekord im Skibergsteigen. Gemeinsam mit den beiden Deutschen Benedikt Böhm und Sebastian Haag plante er die Speedbegehung mit anschließender Abfahrt des Manaslu in Nepal. Trotz langem Wartens auf günstige Wetterverhältnisse im Basislager drehte zunächst Bonnet wieder um und auch Böhm und Haag mussten die Expedition letztendlich wegen der Lawinengefahr einstellen.